# Archipiélago Televisión (Tenerife)
Archipiélago Televisión (ATV) es una televisión local de la isla de Tenerife (Canarias, España), situada en el municipio de La Orotava. Emite solamente en el norte de la isla a través de la tecnología analógica.
Su programación se basa en la emisión de entrevistas y tertulias sobre la actualidad sociopolítica.
Tras no conseguir licencia para su emisión en TDT, el canal desaparecerá con el apagón analógico.